# Kurt Friedrichs
Kurt Friedrichs (alemany: Kurt Otto Friedrichs)  (Kiel, 28 de setembre de 1901 - New Rochelle, 31 de desembre de 1982) va ser un matemàtic alemany que va treballar als Estats Units.

## Vida i Obra
Tot i haver nascut a Kiel, la família es va traslladar a Düsseldorf quan ell era petit i va ser escolaritzat en aquesta ciutat i també hi va començar els estudis universitaris. Seguint el costum de l'època, va passar per diferents universitats: Greifswald, Graz i Friburg (en aquesta última es va interessar per les classes de filosofia de Edmund Husserl i Martin Heidegger), abans de recalar a la universitat de Göttingen el 1922 per estudiar matemàtiques, recomanat per un germà, advocat, de Felix Klein. Va obtenir el doctorat el 1925 i va esdevenir assistent de Richard Courant.
El 1928 va obtenir la habilitació per la docència universitària i, seguint els consells de Courant, va acceptar una plaça docent a la universitat d'Aquisgrà, on va tenir ocasió de col·laborar amb Theodore von Kármán en els seus treballs d'aerodinàmica. El 1931 va ser nomenat professor de la Universitat Tècnica de Brunsvic, on va conèixer a qui arribaria a ser la seva dona, Nellie Bruell, qui era jueva. Quan els nazis arriben al poder, Friedrichs és conscient que han d'emigrar per la seguretat de la seva promesa jueva i per la seva pròpia, ja que va signar diferents cartes de protesta pel tracte als seus col·legues jueus. El 1937, aconsegueix arribar a Nova York i, poc després, ho fa Nellie des del Canadà. Es casen als Estats Units.
Friedrichs va ser professor de la universitat de Nova York des de la seva arribada al país fins que es va retirar el 1976. A l'inici, va comptar amb l'ajut del seu antic mestre Richard Courant, amb qui va mantenir una amistat duradora i qui el va convèncer de dedicar-se a les matemàtiques aplicades. Va morir a New Rochelle, a tocar de la ciutat de Nova York, el 1982.
Friedrichs és recordat, sobre tot, per la condició CFL, que va establir el 1928 juntament amb Courant i Hans Lewy. La majoria dels seus treballs versen sobre les aplicacions de les equacions diferencials parcials a diferents camps de la física: mecànica, dinàmica, etc. i, a partir dels anys 50's, la teoria quàntica. El 1986, la seva deixebla, Cathleen Synge Morawetz, va editar en dos volums les seves obres escollides amb el títol de Selecta.